# Курутія попеляста
Куру́тія попеляста (Cranioleuca semicinerea) — вид горобцеподібних птахів родини горнерових (Furnariidae). Ендемік Бразилії.

## Поширення і екологія
Попелясті курутії поширені на сході Бразилії, від Сеари і Алагоаса до південного Гоясу, північного Мінас-Жерайсу і північної Баїї. Спостерігалися також на заході Піауї. Вони живуть в кронах сухих тропічних лісах каатинги та на узліссях. Зустрічаються на висоті від 500 до 900 м над рівнем моря.